# Dieselelektrischer Antrieb

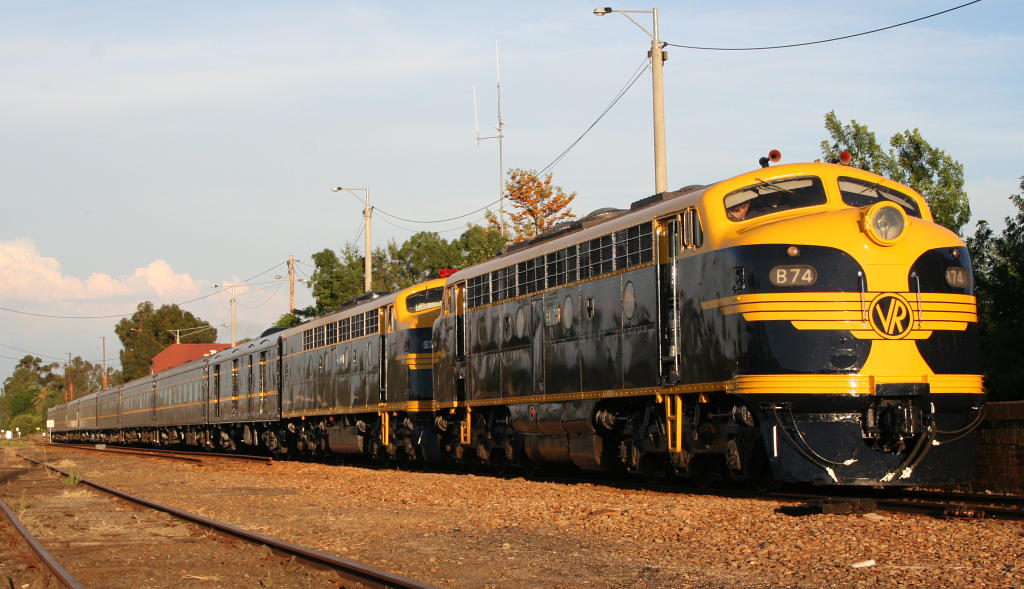
Dieselelektrische Lokomotiven Class B 60 und Class S der australischen Eisenbahngesellschaft Victorian Railways

Der dieselelektrische Antrieb ist ein Energie-Übertragungssystem, bei dem die von einem Dieselmotor bereitgestellte mechanische Energie mit Hilfe eines Generators in elektrische Energie umgewandelt wird. Diese wird dann mittels Elektromotoren erneut in die benötigte mechanische Energie für das Antriebssystem gewandelt sowie für Hilfszwecke genutzt. Die häufigsten Anwendungsfälle sind dieselelektrische Lokomotiven, U-Boote und Schiffe sowie große Lastkraftwagen für Tagebaue (Großmuldenkipper).

## Allgemeines

Schematische Darstellung einer modernen dieselelektrischen Lokomotive mit Zwischenkreis

### Notwendigkeit
Die Verwendung von Verbrennungsmotoren als Antriebe ist aufgrund ihrer spezifischen Eigenschaften mit gewissen Herausforderungen verbunden, die bei anderen Kraftmaschinen nicht in dieser Form vorhanden sind::S. 11
- Verbrennungsmotoren sind nicht in der Lage, unter Belastung und ohne ein äußeres Drehmoment selbstständig anzulaufen.
- Verbrennungsmotoren können nur in einem begrenzten Drehzahlbereich Leistung abgeben, wobei eine Leerlaufdrehzahl erforderlich ist, um den Verbrennungsmotor zu betreiben.
- Verbrennungsmotoren sind charakterisiert durch ein im gesamten Drehzahlbereich maximal annähernd konstantes Drehmoment.
- Verbrennungsmotoren sind häufig nur für eine Drehrichtung ausgelegt.

Aus den genannten Eigenschaften lässt sich ableiten, dass Verbrennungsmotoren als direkte Antriebsmaschine prinzipiell ungeeignet sind. Somit ist eine Leistungsübertragungsanlage zwischen Verbrennungsmotor und Abtrieb erforderlich. Diese muss die Funktionen übernehmen, die der Verbrennungsmotor nicht erfüllt::S. 12, S. 70
- Trennung zwischen Verbrennungsmotor und dem Abtrieb, damit der Verbrennungsmotor ohne Belastung anlaufen kann und im Leerlauf betrieben werden kann. Außerdem kann ein Auslauf des Abtriebs erforderlich sein.
- Anpassung des Drehmomentverlaufs des Verbrennungsmotors an den geforderten Drehmomentverlauf.
- Erweiterung des Drehzahlbereichs des Verbrennungsmotors zwischen Null und der geforderten Höchstdrehzahl.
- Änderung der Drehrichtung.
- Gegebenenfalls Änderung der Drehmomentrichtung, wenn der Verbrennungsmotor anders ausgerichtet ist als der Abtrieb.

Diese Schwächen werden bei kleineren Antriebseinheiten (zum Beispiel in Kraftfahrzeugen) mit einem Getriebe und einer mechanischen Kupplung umgangen, dies wird als mechanische Kraftübertragung bezeichnet. Bei größeren Anforderungen an die Leistung wie bei Schienenfahrzeugen oder Schiffen wird entweder eine hydraulische oder eine elektrische Leistungsübertragung verwendet.

### Prinzip
Die elektrische Leistungsübertragung ist durch elektrische Maschinen im Leistungsfluss zwischen Verbrennungsmotor und Antrieb gekennzeichnet. Ein vom Verbrennungsmotor angetriebener elektrischer Generator wandelt die kinetische Energie des Verbrennungsmotors in elektrische Energie um. Diese Einheit stellt sozusagen eine Art Kraftwerk bzw. Stromerzeugungsaggregat dar. Mit der erzeugten elektrischen Energie werden Elektromotoren betrieben, die direkt oder über ein Getriebe Räder oder Propeller antreiben.
Je nach eingesetzter Technik kann die elektrische Leistungsübertragung in
- Gleichstrom-Gleichstrom-,
- Wechselstrom-Gleichstrom- und
- Wechselstrom-Übertragung

eingeteilt werden.
Verbrennungsmotoren haben einen sich mit der Last und Drehzahl ändernden spezifischen Kraftstoffverbrauch, sodass nur in einem bestimmten Betriebspunkt der höchste Wirkungsgrad erreicht wird. Um einen wirtschaftlichen Betrieb zu gewährleisten, sollte die Leistungsübertragung den Verbrennungsmotor in diesem optimalen Betriebspunkt betreiben.
Die elektrische Leistungsübertragung kann zu einem Hybridantrieb kombiniert werden, der ein Fahren ohne laufenden Verbrennungsmotor ermöglicht, indem die elektrischen Fahrmotoren ihre Energie für bestimmte Streckenabschnitte aus Akkumulatoren beziehen. Bei Schienenfahrzeugen kann die elektrische Energie auch aus einer Oberleitung entnommen werden, so dass ein Zweikrafttriebfahrzeug entsteht. Nach der Logik «Hybrid gleich zwei Energiequellen» wird die rein elektrische Leistungsübertragung nicht zu den Hybridantrieben gezählt, wohl aber die Kombination mit Akkumulatoren.

### Vergleich
Der dieselelektrische Antrieb hat gegenüber dem dieselhydraulischen den Vorteil einer relativ einfachen und wenig störanfälligen Bauweise. Zudem sind aufgrund der sehr geringen Stückzahlen kaum hydraulische Antriebselemente in passenden Baugrößen verfügbar. Die elektronische Steuerung der Kraftübertragung ermöglicht in weitem Bereich gute Leistungsanpassungen und Fahrkomfort.

## Entwicklungsgeschichte

### Schienenfahrzeuge

Dampf-elektrische Heilmann-Lokomotive Nr. 8001 von 1897

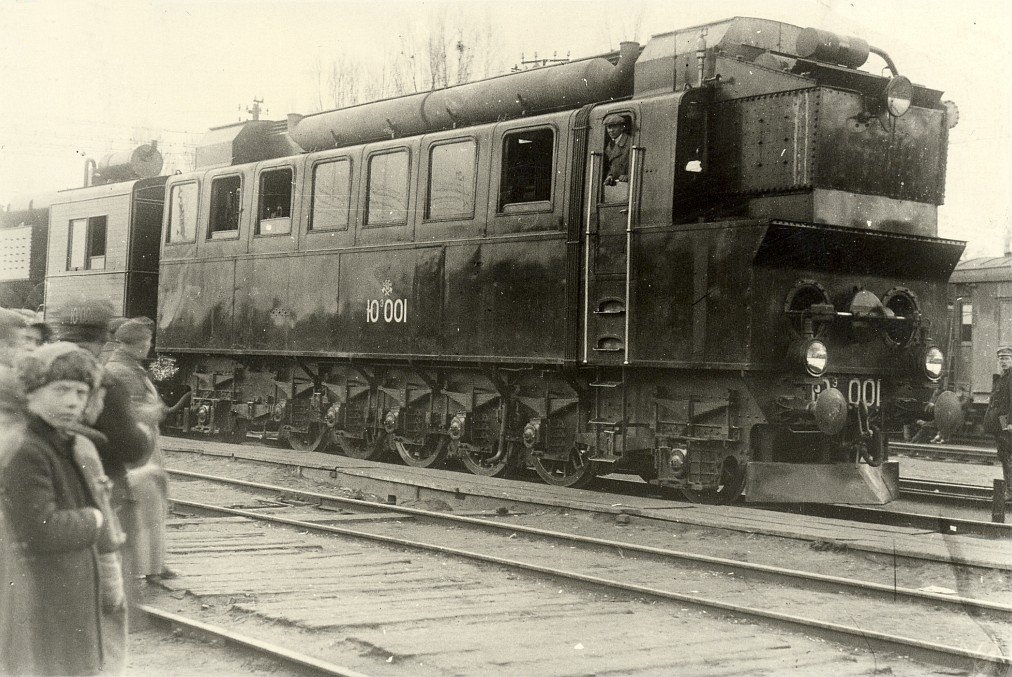
Sowjetische Э^{эл}2

Als Vorläufer des dieselelektrischen Antriebs bei Lokomotiven gilt der dampfelektrische Antrieb von Jean-Jacques Heilmann. Er stellte 1892 mit der „Fusée Electrique“ (Elektrische Rakete) eine elektrische Lokomotive vor, die ihren Strom über einen Generator bezog, der von einer Dampfmaschine im Fahrzeug angetrieben wurde. Damit hatte er das erste schienengebundene elektrische Triebfahrzeug entwickelt, das ohne Stromzufuhr von außen autark verkehren konnte. 1893 entwickelte Patton in den USA bereits eine erste benzinelektrische Lokomotive und 1896 folgte eine solche von Deutz, welche jedoch ein Einzelstück blieb. Diese frühen Fahrzeuge scheiterten noch an geeigneten elektrischen Schaltungen zur Kraftübertragung.
Ab 1903 wurden mit den Weitzer-DeDion Bouton-Triebwagen die ersten Verbrennungstriebwagen mit elektrischer Kraftübertragung in Serie gebaut. Ab 1907 wurden von den Preußischen Staatsbahnen benzol-elektrisch angetriebene Triebwagen – wie zum Beispiel der VT 151 – beschafft, welche von AEG und Düsseldorfer Eisenbahnbedarf gebaut wurden. Auch waren in der Zeit vor dem Ersten Weltkrieg bereits einige Feldbahnlokomotiven benzinelektrisch angetrieben, erste Patente dazu datieren um 1912 (Crochat) und 1913 wurde in den USA eine benzinelektrische Streckenlokomotive von General Electric gebaut. 1914 meldete der dort arbeitende, schweizerischstämmige Ingenieur Hermann Lemp seine über lange Zeit verwendete Lemp-Steuerung zum Patent an. Diese hatte er nach Rücksprache mit Rudolf Diesel über die Problematik der nicht umsteuerbaren frühen Dieselmotore entwickelt.
Auch Ferdinand Porsche entwickelte 1912/13 mit dem Landwehr-Train für die k.u.k Armee ein benzin-elektrisch angetriebenes Fahrzeug, welches auf Schiene und Straße fahren konnte. Porsche hatte mit dem Lohner-Porsche-Mixte bereits 1902 eines der ersten hybriden Straßenfahrzeuge entworfen. Aus dem Landwehr-Train wurden von Austro-Daimler im Ersten Weltkrieg auch benzin-elektrisch angetriebene sogenannte Austro-Daimler Generatorzüge für die k.u.k Feldbahn entwickelt.
Mit dem Aufkommen brauchbarer Dieselmotoren für Fahrzeuge wurde das ältere Konzept des benzinelektrischen Antriebs mit Ottomotor für die neuen Dieselmotoren adaptiert. Die von Juri Wladimirowitsch Lomonossow konstruierte Ээл2 (Eel2) der Sowjetischen Eisenbahnen (SŽD) war 1924 die erste dieselelektrisch angetriebene Streckenlokomotive. 1931 begann die American Locomotive Company ALCO mit dem Bau dieselelektrisch angetriebener Rangierlokomotiven der Type HH.
Im Dezember 1932 wurden von der Deutschen Reichsbahn der dieselelektrisch nach dem GEBUS-Prinzip angeriebene Triebwagenzug des Typs DR 877 zwischen Berlin und Hamburg in Betrieb genommen. Er wurde als „Fliegender Hamburger“ rasch populär, weitere Städteverbindungen, z. B. „Fliegender Kölner“ etc. wurden mit weiterentwickelten Triebwagentypen eingeführt. Das GEBUS-Prinzip des österreichischen Ingenieurs Moriz Gelinek wurde nach dem Ersten Weltkrieg zunächst für Feldbahnen entwickelt. Sein Vorteil war, dass durch verhältnismäßig kleine Änderungen der Motordrehzahl recht große Spannungsänderungen im elektrischen Teil ermöglicht wurden. Die Bahnverwaltungen in den Niederlanden, Belgien, Frankreich, der Tschechoslowakei und Österreich beschafften in der Folge mehrere Baureihen von Triebwagen und Lokomotiven nach diesem System.
1935 entwickelte die Schweizer Firma Brown, Boveri & Cie. die sogenannte BBC Servofeldregelung, welche die Feldschwächung des elektrischen Generators steuert. Gemeinsam mit der angeschlossenen Füllungsregelung des Dieselmotors konnte so eine effektive mehrstufige Drehzahl- und Spannungsregulierung verwirklicht werden. Das System wurde in Folge in viele dieselelektrische Lokomotiven eingebaut.

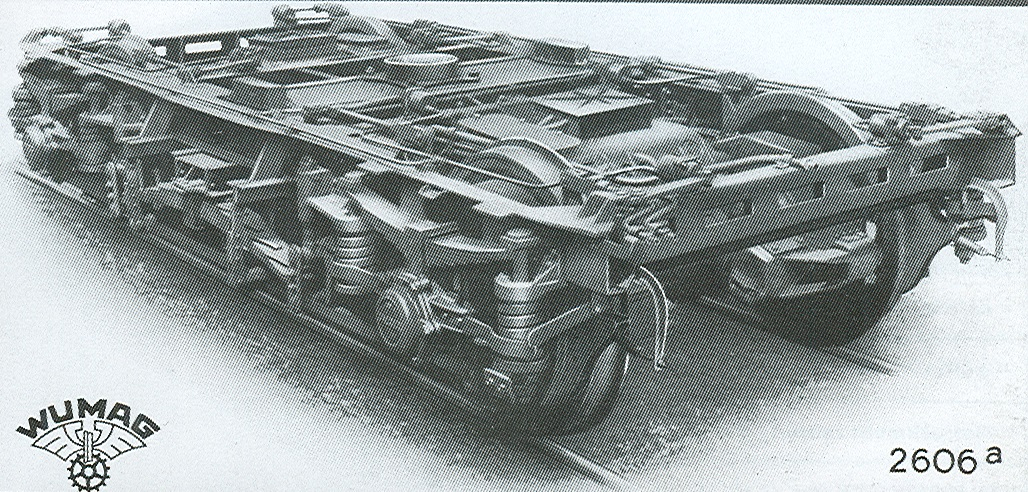
Triebdrehgestell des „Fliegender Hamburger“ 1932

Die 1936 in Betrieb genommenen M 290 „Slovenská Strela“ (deutsch: Slowakischer Pfeil) der Tschechoslowakischen Staatsbahnen haben einen variabel mechanisch-elektrischen Antrieb. Sie wurden von zwei Ottomotoren angetrieben. Der ursprünglich vorgesehene Dieselantrieb wurde während der Erprobung aufgegeben, weil die Motoren zu laut waren. Jeder Motor ist mit dem „rotierenden Stator“ (Außenläufer) eines Generators verbunden, der Rotor (Innenläufer) wirkt zusammen mit einem Elektromotor über ein Getriebe auf eine Achse. Im Stillstand und bei geringen Geschwindigkeiten ist die Drehzahldifferenz im Generator und damit die erzeugte Leistung hoch und die Leistung wird ganz oder überwiegend elektrisch übertragen. Mit zunehmender Fahrgeschwindigkeit nimmt die Drehzahl des Generator-Innenläufers und damit der Anteil der mechanisch übertragenen Leistung zu und der Anteil der über den Elektromotor elektrisch übertragenen Leistung ab. Ab 85 km/h wird der Generator durch eine Kupplung überbrückt und die Leistung nur noch mechanisch übertragen. Steuern lässt sich der Antrieb durch Drosseln des Ottomotors und Verändern des Erregerstroms bei Generator und Elektromotor.
Neben der Beschaffung dieselelektrischer Schnelltriebwagen experimentierten mehrere Bahngesellschaften in Europa Ende der 1920er Jahre mit dieselelektrisch angetriebenen Lokomotiven. Die British Railways stellten bereits ab 1958 die neuen Mehrzweck-Lokomotiven Type 4 (Bezeichnung ab 1973: Class 40) von English Electric in Dienst. Weit in Europa verbreitet waren die NOHAB AA16 und deren Lizenzbauten NMBS/SNCB-Reihe 202 von Anglo-Franco-Belge (AFB) bzw. den von Henschel und GM gebauten Loks der Reihe ÖBB 2050. Für diese Lokomotiven wurde bewährte Antriebstechnik des Herstellers General Motors Electro-Motive Division (EMD) aus den USA verwendet. Auch in Frankreich setzte die SNCF auf dieselelektrischen Antrieb. Lediglich bei der Deutschen Bundesbahn (DB) und zunächst der Deutschen Reichsbahn (DR) wurden in den 1950er Jahren Entscheidungen zugunsten des dieselhydraulischen Antriebs getroffen.
Bei ihrer Gründung übernahm die Deutsche Bahn AG 1994 nur aus dem Bestand der DR dieselelektrische Streckenlokomotiven (Baureihen 231, 232, 234 und 242). Mittlerweile schafft auch die Deutsche Bahn dieselelektrische Lokomotiven an. Die 37 Maschinen der Baureihe 245 sind sogar mit vier Diesel-Generator-Einheiten ausgestattet.
Mit dem Aufkommen neuartiger und größerer Leistungshalbleiter setzte sich um das Jahr 2000 die Verwendung von Drehstromgeneratoren mit Drehstrom-Asynchron-Motoren durch, zusammen mit einer elektronischen Leistungsregelung durch Leistungstransistoren (IGBT) oder GTO-Thyristoren, bei der die Frequenz und Spannung des Stroms durch Frequenzumrichter der jeweiligen Fahrsituation angepasst wird.
Bei dieselelektrischen Triebzügen können sich elektrische Fahrmotoren in anderen Wagen befinden als der Dieselgenerator. In den Intercity-Zügen der britischen Baureihe 220 sind Dieselgeneratoren und Fahrmotoren über den ganzen Zug verteilt. Jeder Wagen besitzt einen 560 kW leistenden Dieselmotor, der mittels eines Generators den Strom für einen elektrischen Fahrmotor liefert. Letzterer treibt jeweils einen der vier Radsätze des Wagens an.
Die Rotterdamer Straßenbahn baute für ihre Überlandstrecken 1961–1963 ihren Triebzug M 17 aus zwei gebrauchten elektrischen Straßenbahnwagen mit einem ehemaligen Dieseltriebwagen als Generatorwagen in der Mitte. Bei der Zahnradbahn Diakopto–Kalavryta in Griechenland befand sich nach dem gleichen Bauprinzip ein Generatorwagen zwischen den beiden Zahnradtriebwagen. Die Strecke hatte größere Achslasten nicht erlaubt, weshalb das elektrische „Kraftwerk“ in einem separaten Wagen untergebracht wurde.

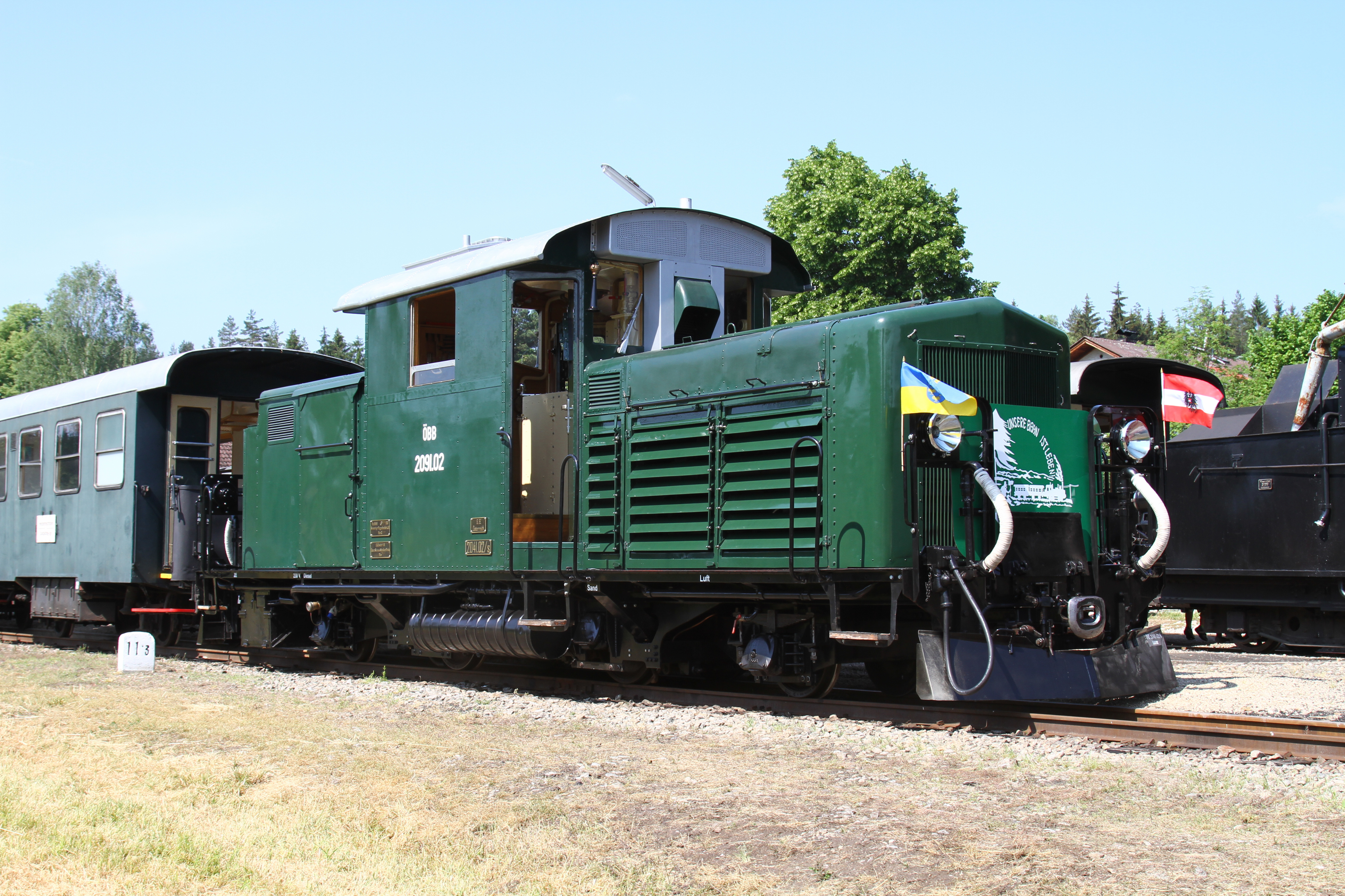
Diesel-elektrische Schmalspurlok der ÖBB aus den 1930er Jahren
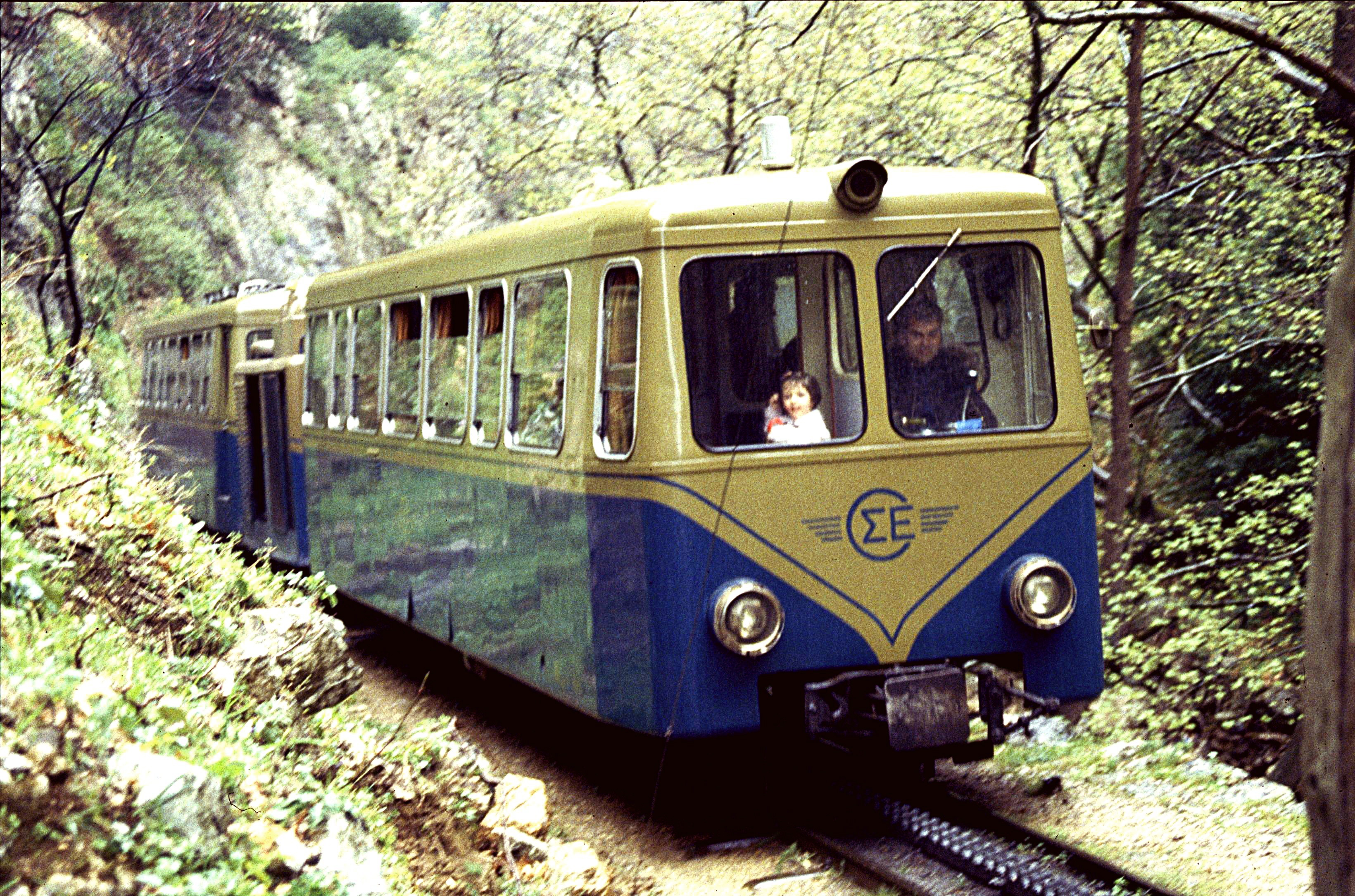
Zahnradzug mit Generatorwagen der Diakopto–Kalavryta-Bahn
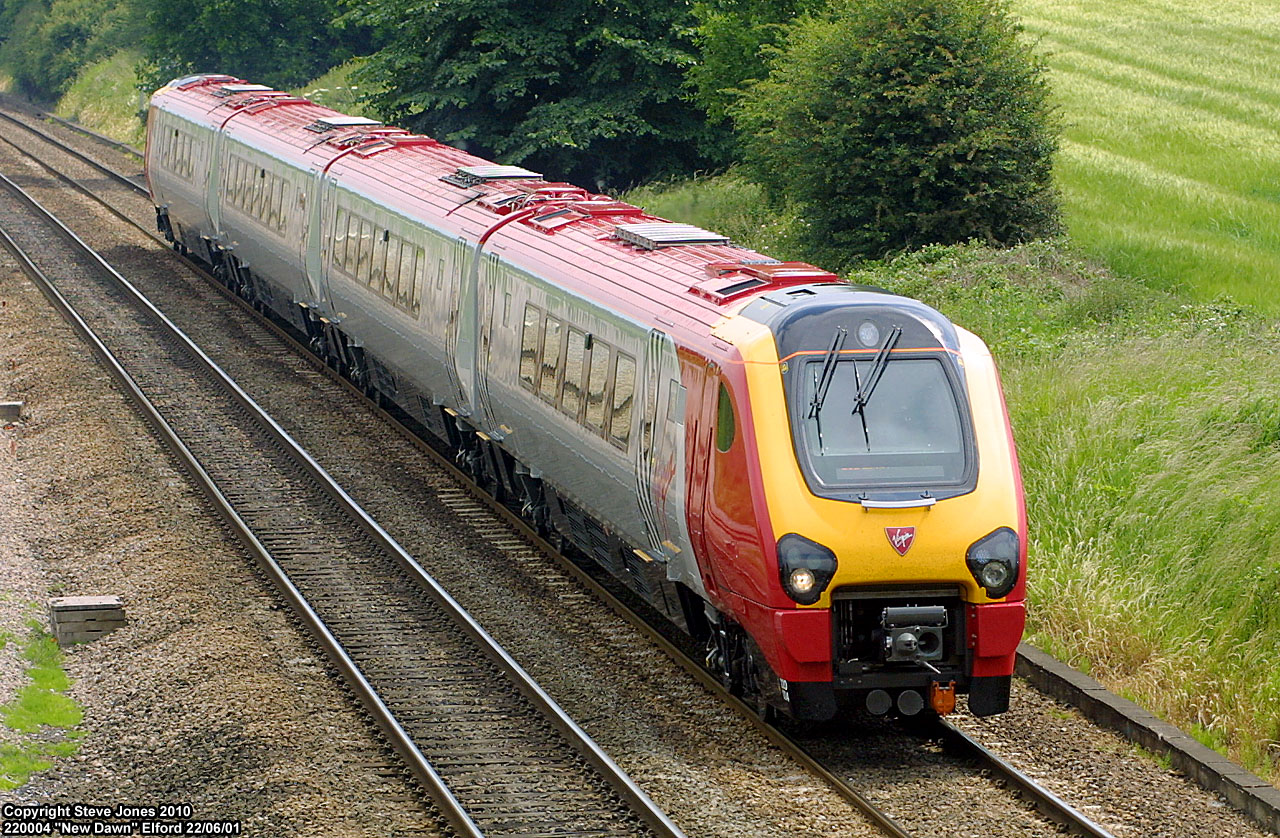
Britischer Intercityzug der Baureihe 220 mit Dieselgeneratoren und Elektromotoren in allen Wagen
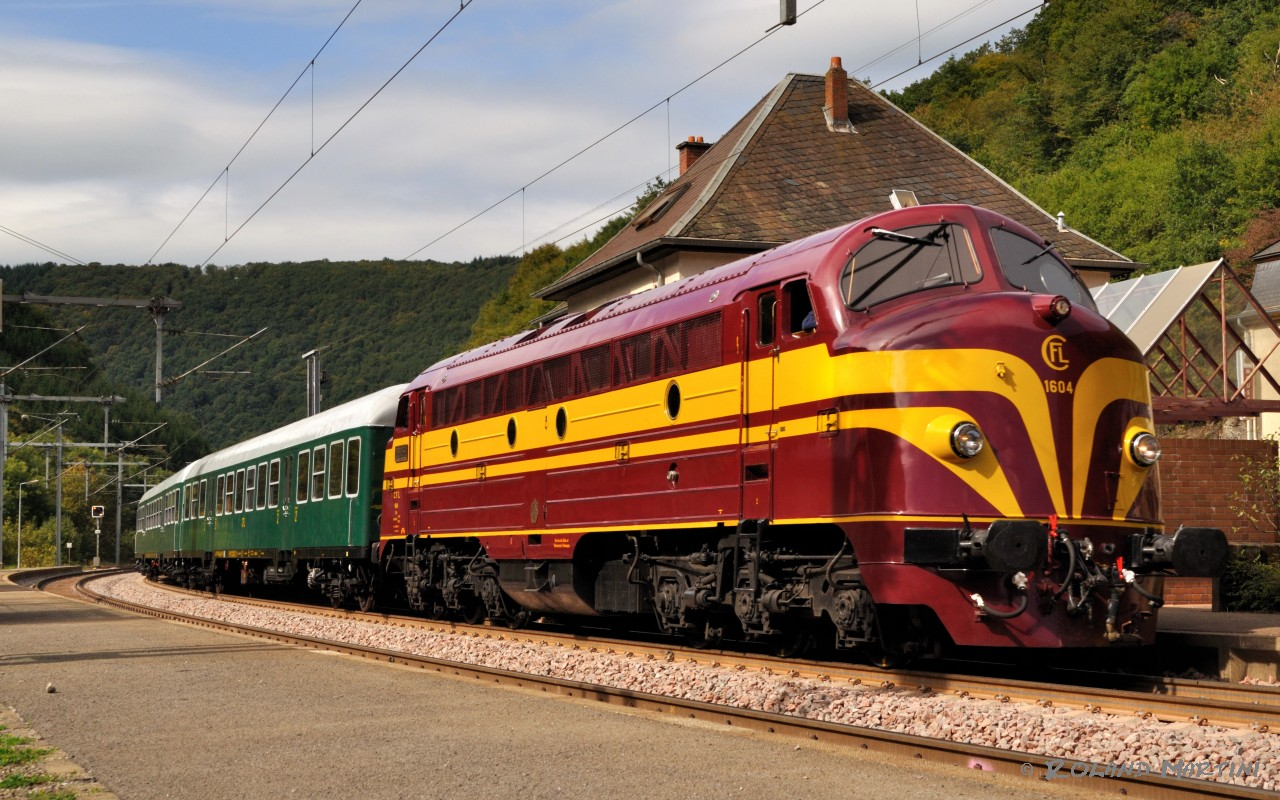
Baureihe 1600 (NOHAB-Lizenzbau von AFB) der luxemburgischen Eisenbahnen (CFL)
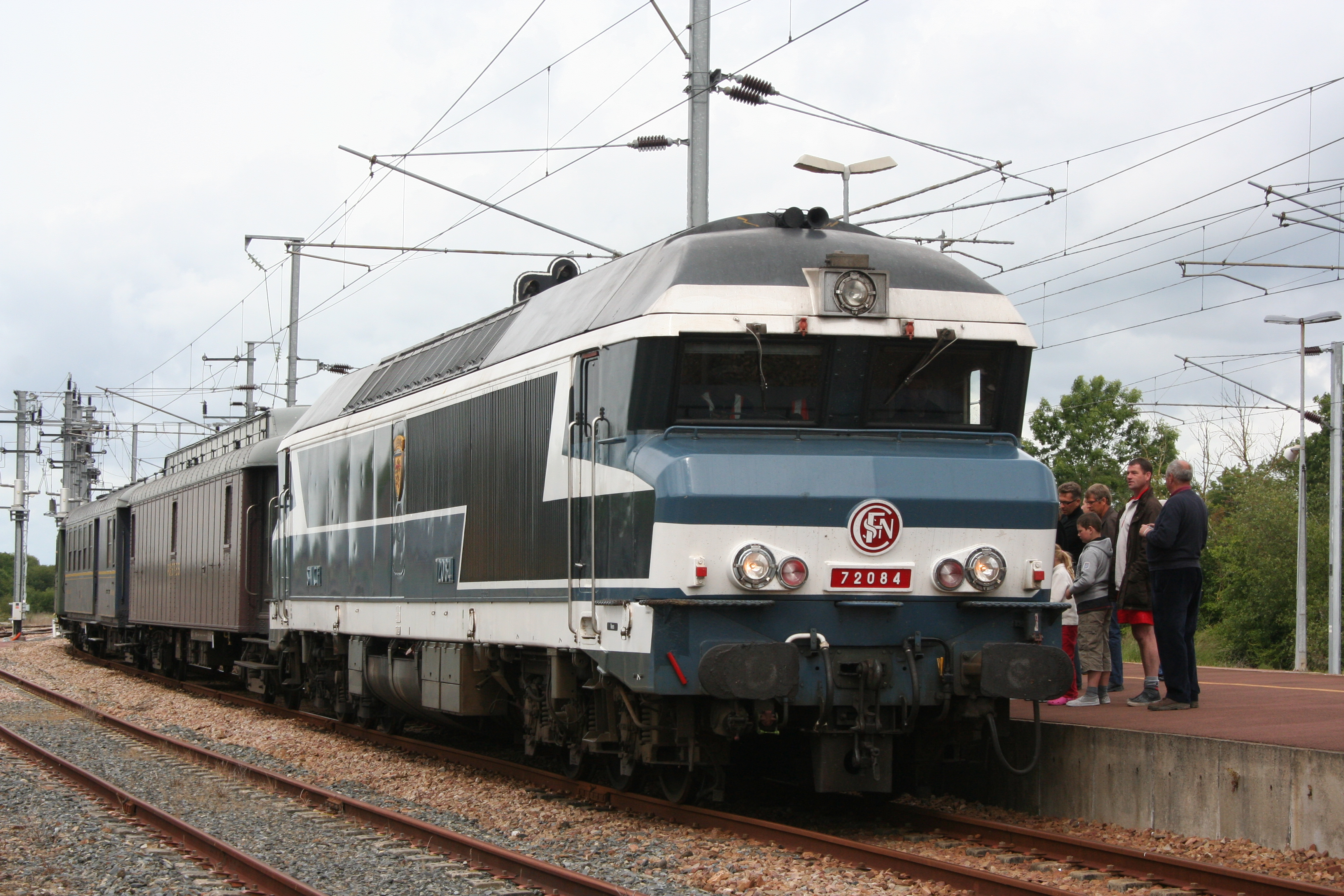
Französische dieselelektrische Lokomotive der Baureihe CC 72000
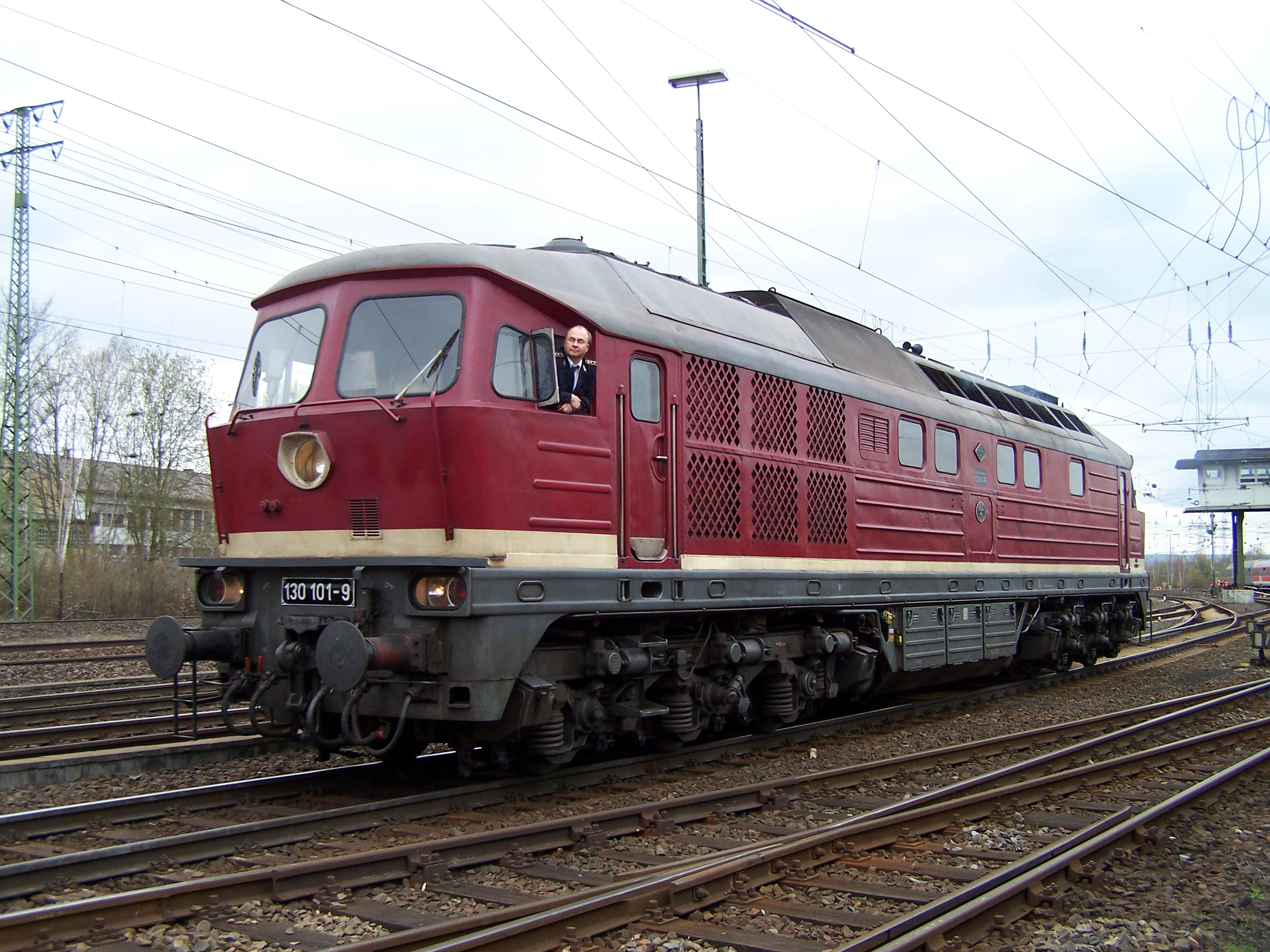
130 101 der ehemaligen Deutschen Reichsbahn (DR)
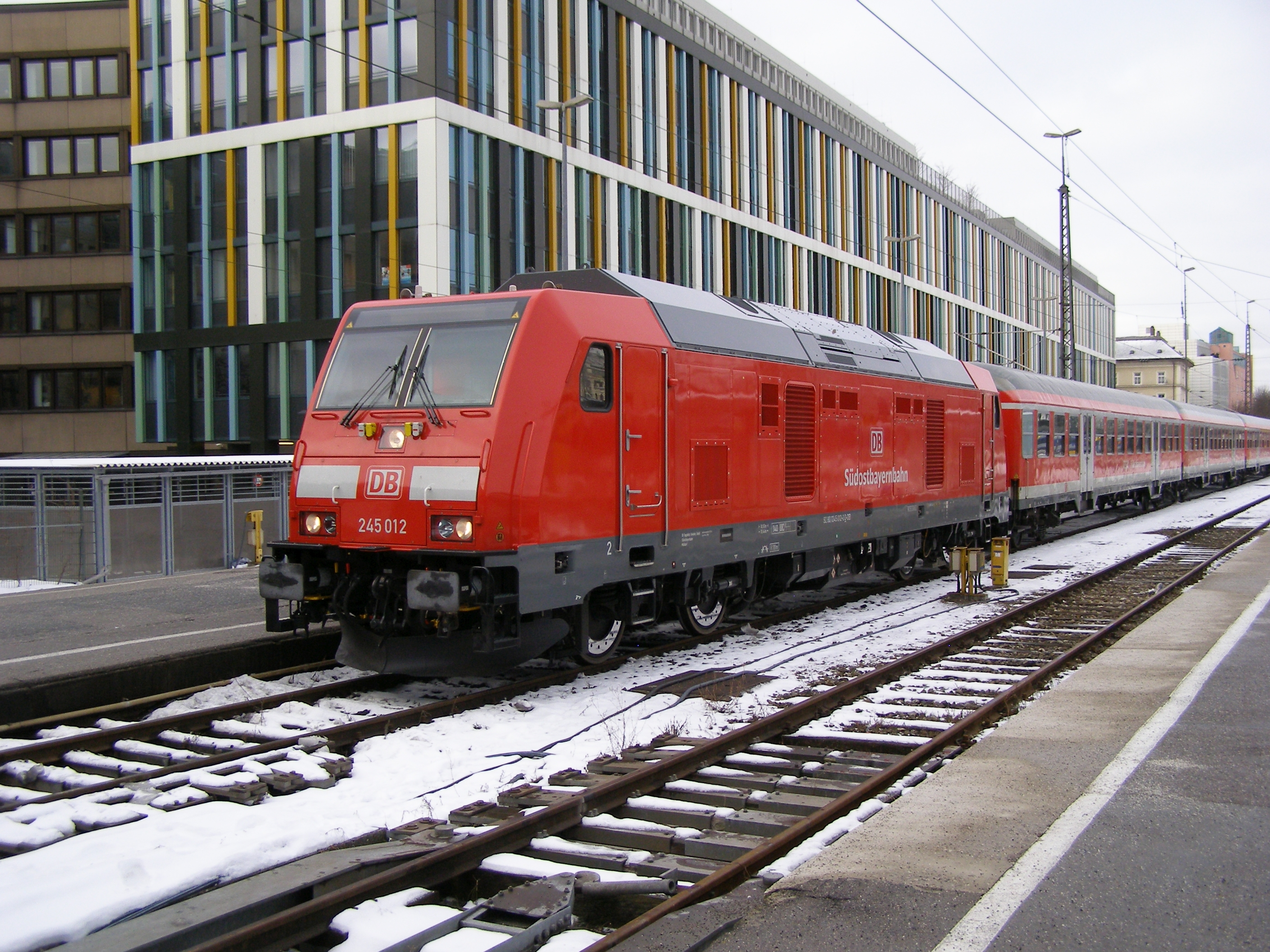
245 012 der Deutschen Bahn in München

### Schiffe
Das erste 1903 mit einem Dieselmotor gebaute Schiff, der Tanker Vandal, war mit dieselelektrischem Antrieb versehen, da sein Dieselmotor noch nicht wie eine Dampfmaschine für Rückwärtsfahrt umgesteuert werden konnte. In der Folge wurden vor allem U-Boote mit dieselelektrischem Antrieb ausgerüstet, ab den 1920er Jahren auch zunehmend größere Fracht- und Passagierschiffe und in den 1930er Jahren auch ehemalige Schaufelraddampfer. Auch Schaufelrad-Motorschiffe wie die MS Stadt Wien der DDSG wurden gebaut, die Antriebstechnik stammte von Brown, Boveri und Sulzer. Ab den 1930er Jahren wurden auch große Seeschiffe dieselelektrisch angetrieben, beispielsweise die deutschen Passagierschiffe Patria und Robert Ley.
Bei U-Booten ist besonders im getauchten Zustand der Antrieb rein elektrisch aus Akkumulatoren üblich, da damit der Verbrauch der begrenzten Sauerstoffvorräte verringert wird und durch Vermeidung des Motorengeräusches die Detektion mittels passivem Sonar erschwert wird. Im Vergleich zu Atom-U-Booten sind dieselelektrische U-Boote unter Wasser leiser und geben auch eine geringere thermische Signatur ab, erreichen jedoch deutlich geringere Reichweiten und müssen daher häufiger auftauchen.

## Schienenverkehr
Bei Diesellokomotiven überwiegt heute weltweit der dieselelektrische Antrieb.
Bei Schienenfahrzeugen wird angestrebt, die Leistung des Verbrennungsmotors vollständig, d. h. verlustfrei auf den Radumfang zu übertragen. Daraus ergibt sich bei veränderlicher Fahrgeschwindigkeit ein Zugkraftverlauf in Form einer Hyperbel. Diese sogenannte Zugkrafthyperbel stellt somit die Charakteristik der idealen Leistungsübertragung dar und wird daher meist zur Beurteilung realer Leistungsübertragungssysteme herangezogen.:S. 893

### Gleichstrom-Gleichstrom-Übertragung
Bei der Gleichstrom-Gleichstrom-Übertragung (auch Gleichstromleistungsübertragung oder DC/DC-Leistungsübertragung) werden Gleichstromgeneratoren und Gleichstrommotoren eingesetzt.

#### Gleichstromgenerator
Herkömmliche Gleichstromgeneratoren weisen nicht die für Schienenfahrzeuge erforderliche hyperbolische Spannungs-Strom-Kennlinie auf. Außerdem soll der Generator bei konstanter Verbrennungsmotordrehzahl eine konstante Leistungsaufnahme und eine in weiten Grenzen variable Spannung zur Drehzahlregelung der Fahrmotoren aufweisen. Um diese Eigenschaften zu erreichen, wurden spezielle Traktionsgeneratoren, sogenannte Doppelschlussgeneratoren, mit folgenden Erregerwicklungen eingesetzt::S. 899
- Fremderregerwicklung
- Nebenschlusswicklung und
- Hauptschlusswicklung

Die Anpassung der Generatorkennlinie an die Zugkrafthyperbel erfolgt durch Fremderregung mittels einer speziellen Erregermaschine, dem sogenannten Erregergenerator. Dabei wird die von der Erregermaschine erzeugte Erregerspannung durch eine Reihe von Steuerungen (z. B. BBC-Servofeldsteuerung) beeinflusst.:S. 108:S. 44
Später wurden auch Traktionsgeneratoren nur mit Fremderregerwicklung und Transduktoren als Steuerelemente entwickelt.:S. 108
Traktionsgeneratoren müssen immer überdimensioniert werden, da beim Anfahren hohe Ströme und im oberen Geschwindigkeitsbereich hohe Spannungen auftreten. Die Dimensionierungsleistung des Generators {\displaystyle P_{G}=U_{max}\cdot I_{D}} ist daher immer größer als die Primärleistung des Verbrennungsmotors.:S. 108

#### Fahrmotor
Als Fahrmotoren werden Gleichstrom-Reihenschlussmotoren eingesetzt, da diese für den Fahrzeugantrieb eine hervorragende Drehmoment-Drehzahl-Kennlinie aufweisen, die der theoretischen, idealen Zugkrafthyperbel nahe kommt. Bei niedrigen Drehzahlen erzeugen Reihenschlussmotoren unter hoher Stromaufnahme ein großes Drehmoment. Bei steigender Drehzahl und konstanter Klemmenspannung fällt der Strom und damit das Drehmoment stärker ab, als es der Kurve der konstanten Leistung entspricht. Um die Primärleistung des Verbrennungsmotors im möglichst breiten Geschwindigkeitsbereich nutzen zu können, muss die Klemmenspannung an den Fahrmotoren deshalb mit steigender Fahrgeschwindigkeit erhöht werden. Diese Spannungsregulierung erfolgt durch Steuerung des Generators, da dieser eine in weiten Grenzen variable Spannung bei konstanter Leistung zulässt. Aufgrund technischer Restriktionen kann die Generatorspannung jedoch nur bis zu einer bestimmten Maximalspannung erhöht werden. Dann kann die Drehzahl der Fahrmotoren mit Hilfe von Feldschwächung weiter erhöht werden.:S. 109
Da die Leistung des Generators durch entsprechende Steuerung der Dieselmotorleistung angepasst wird, müssen die Fahrmotoren nicht geregelt werden.:S. 111

### Wechselstrom-Gleichstrom-Übertragung
Der Gleichstromgenerator weist mit dem Kommutator ein stark verschleißbehaftetes Bauteil auf. Mit der Entwicklung der Halbleitertechnik wurde es möglich, den Gleichstromgenerator durch einen Drehstromgenerator mit nachgeschaltetem statischen Gleichrichter zu ersetzen. Damit konnten weiterhin Gleichstrom-Reihenschlussmotoren als Fahrmotoren mit deren günstigen Kennlinie eingesetzt werden.:S. 108
Dies führte zur Entwicklung der Wechselstrom-Gleichstrom-Übertragung (auch AC/DC-Leistungsübertragung).
Dabei ist der Drehstromgenerator als Synchrongenerator mit Innenpolen und bürstenloser Fremderregung ausgeführt. Diese weisen gegenüber Gleichstromgeneratoren folgende Vorteile auf::S. 108
- Die Drehzahl wird nicht durch die zulässige Umfangsgeschwindigkeit des Kommutators begrenzt.
- Besseres Masse-Leistungs-Verhältnis.
- Die Steigerung der Drehzahl ermöglicht eine höhere Leistung bei gleichbleibender Masse.
- Geringere Herstellungs- und Instandhaltungskosten.
- Unproblematische Leistungsabgabe, da die Leistung im Stator erzeugt wird und somit der Strom nicht über einen Kommutator geführt werden muss.

Der Erregergenerator ist dabei auf der Welle des Hauptgenerators angeordnet, wodurch der Erregerstrom einfach der Läuferwicklung des Hauptgenerators zugeführt werden kann. Die Leistungsregelung erfolgt durch Änderung der Erregerspannung.:S. 108f

### Wechselstromübertragung
Bei der Wechselstromübertragung (auch Wechselstrom-Wechselstrom-Leistungsübertragung oder Drehstromantriebstechnik) werden Drehstromgeneratoren und Asynchronmotoren eingesetzt. Zwischen diesen beiden elektrischen Maschinen ist ein Wechselrichter zur Spannungs- und Stromwandlung geschaltet.:S. 113
Der Drehstromgenerator ist als Synchrongenerator mit Innenpolen und bürstenloser Fremderregung ausgeführt.:S. 113

## Omnibusse

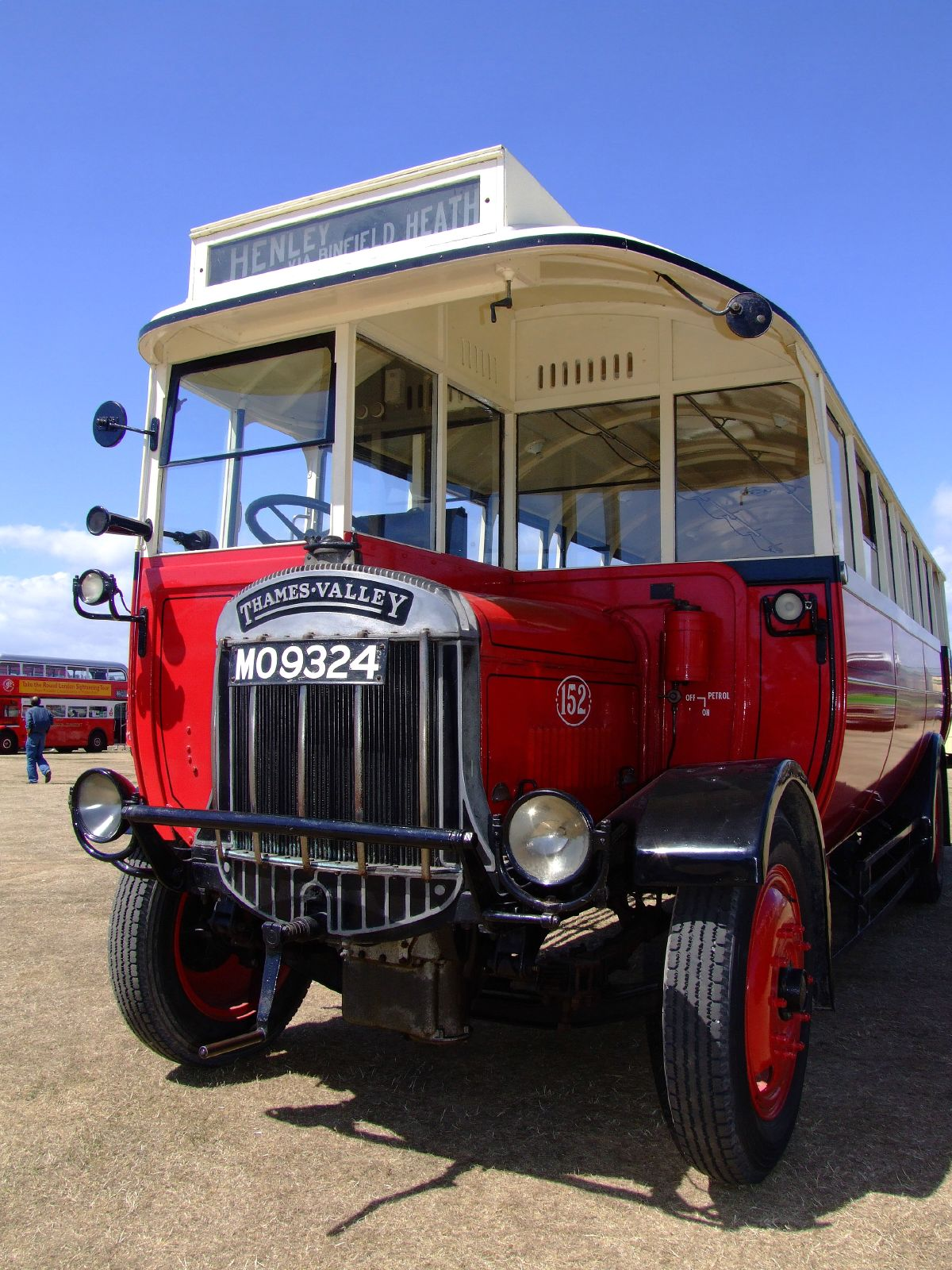
Tilling-Stevens Petrol-Electric-Bus des Typs B9A

- Der Londoner Busbetrieb Thomas Tilling nahm von 1911 bis 1925 in mehreren Serien hunderte von Tilling-Stevens Petrol-Electric Busse (Doppeldecker und Eindecker) in Betrieb, die einen Verbrennungsmotor mit einem Elektroantrieb verbanden. Da der Dieselmotor noch nicht ausgereift war, wurde ein Ottomotor verwendet. Die letzten Busse wurden 1933 außer Betrieb genommen.
- In den 1930er Jahren gab es in zahlreichen Städten der USA hunderte Stadtbusse mit dieselelektrischem Antrieb. Beispielsweise gab es in Newark sowohl über 500 dieselelektrische Busse als auch über 500 Oberleitungsbusse, die ebenfalls über einen Dieselmotor verfügten, um in der Innenstadt unabhängig von der Oberleitung fahren zu können (sog. „All-Service“-Busse). Diese Duo-Busse fuhren bis 1948, die einfachen dieselelektrischen Busse waren bis Ende 1955 in Betrieb.[10]
- 1946 bis 1950 wurde in der Sowjetunion unter der Bezeichnung ZIS-154 ein dieselelektrischer Stadtbus in einer Auflage von 1165 Exemplaren hergestellt.
- 1964 wurde in Charleroi (Belgien) der Prototyp eines Linienbusses konstruiert und gebaut, dessen Dieselmotor im Heck direkt mit einem Drehstrom-Generator verbunden war, und der an der Hinterachse mit zwei Gleichstrommotoren als Radnabenantriebe ausgerüstet war. Dadurch konnte die für damalige Verhältnisse niedrige Fußbodenhöhe von 600 mm erreicht werden.[11]
- 1999 bis 2003 produzierte Daimler-Benz den Midibus Cito (O 520). Diese dieselelektrische Variante wird inzwischen nicht mehr angeboten.

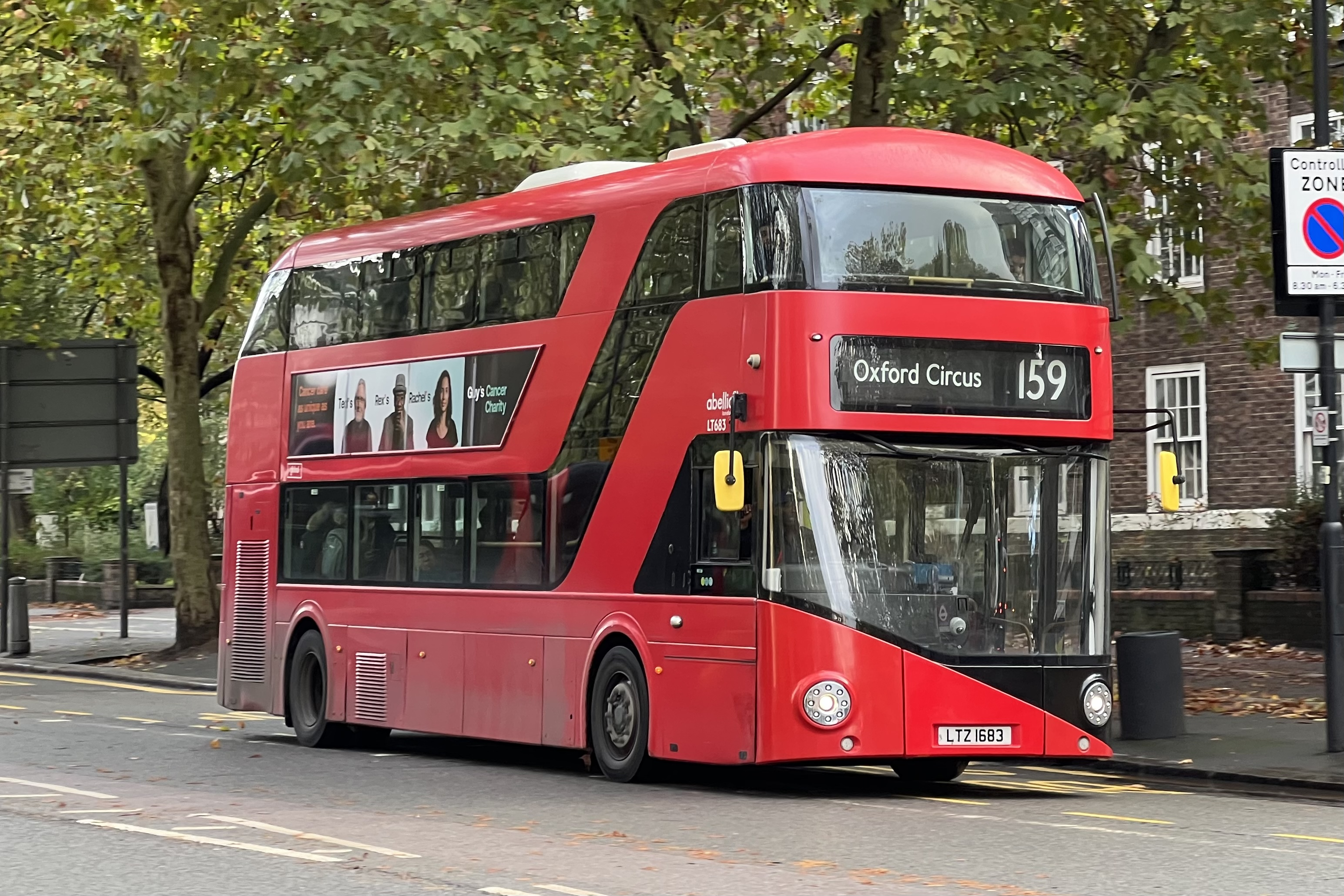
New Routemaster im Londoner Linienverkehr (November 2022)

- 2012 wurde der New Routemaster als neuer Doppeldecker im Londoner Nahverkehr eingeführt.

## Spezialfahrzeuge

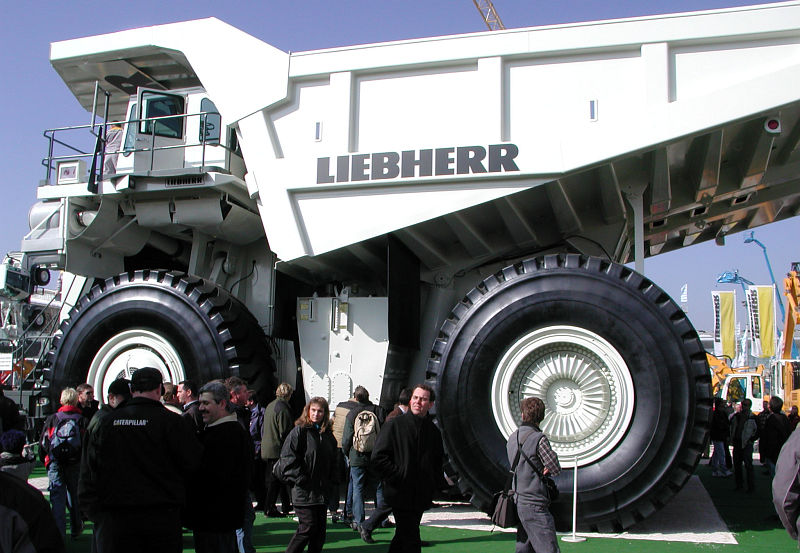
Muldenkipper Liebherr T282

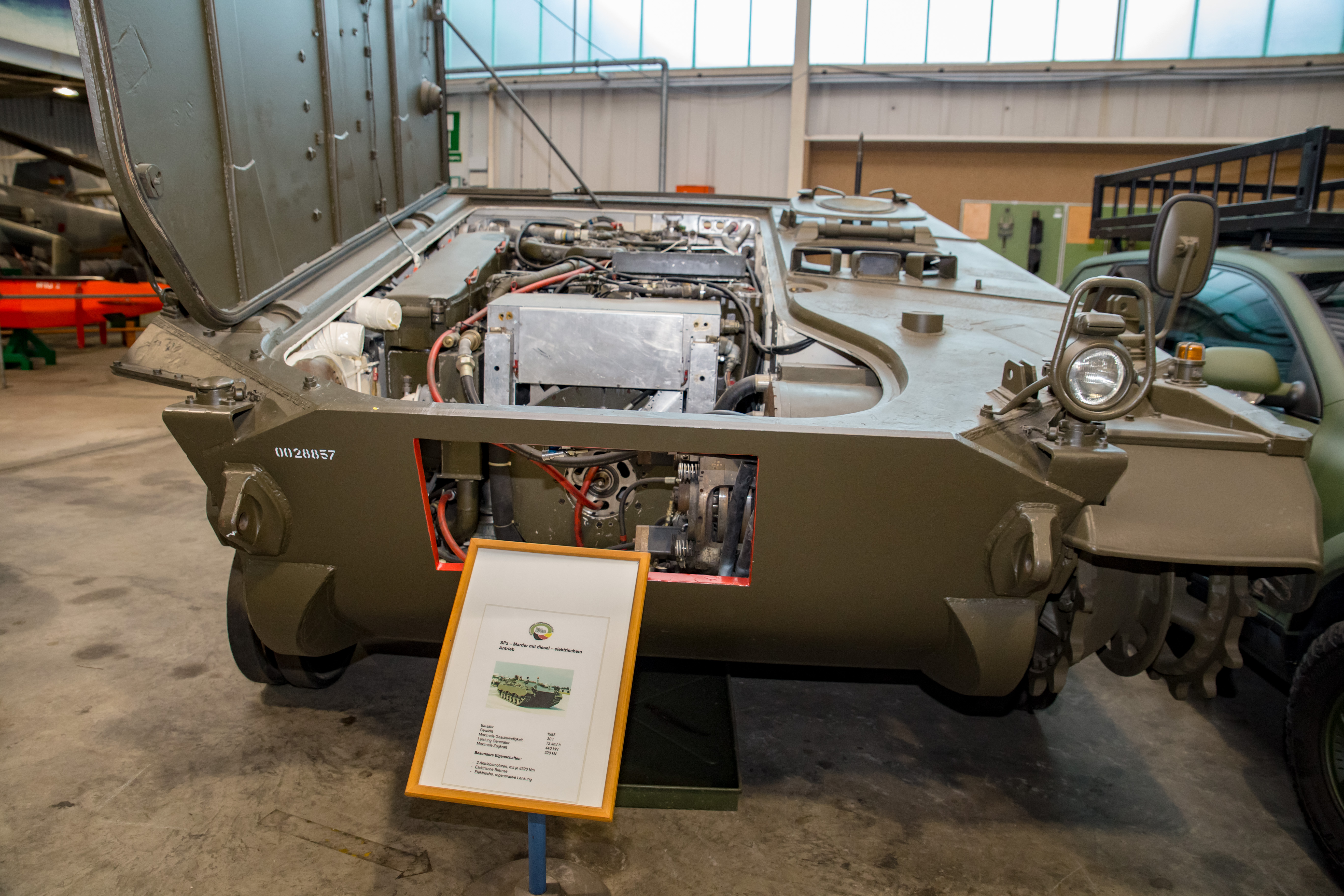
Versuchsträger Kette auf Schützenpanzer Marder

Im Zweiten Weltkrieg wurden benzinelektrische oder dieselelektrische Antriebe in dem Kampfpanzerprototypen VK 45.01 (P), dem Panzerjäger Tiger (P) und dem Panzerkampfwagen VIII Maus eingesetzt.
Bereits 1956 begann das Tscheljabinski Traktorny Sawod mit der Projektierung einer dieselelektrisch angetriebenen Planierraupe. Die etwa 32 Tonnen schwere DET-250 wird seit 1961 in Serie gebaut.
Der Muldenkipper 'Liebherr T 282 B' zum Einsatz in Erz-Minen ist nach Firmenangaben das größte Landfahrzeug mit einem dieselelektrischen Antrieb. Besonderheiten: Das Fahrzeug hat aus Gründen der Zuverlässigkeit und der geringeren Wartungskosten keine herkömmliche Betriebsbremse, sondern bremst hauptsächlich über die zwei elektrischen Antriebsmotoren, von denen jeweils einer direkt hinter jeder Radnabe an der Hinterachse angebracht ist. Bei dieser Anordnung kann auch auf ein Differentialgetriebe verzichtet werden, da die Drehzahl jedes Rades getrennt regelbar ist. Die Leistung der Elektromotoren ist auf die notwendige Bremsleistung bei voller Beladung ausgelegt und ca. doppelt so hoch wie die des antreibenden, 2700 kW starken Dieselmotors. Die beim Bremsvorgang gewonnene elektrische Energie wird über Bremswiderstände in Wärme umgewandelt.
1985 diente ein Schützenpanzer Marder als Basisfahrzeug für eine Untersuchung des Bundesamtes für Wehrtechnik und Beschaffung zu Nutzungsmöglichkeiten des dieselelektrischen Antriebs in Kampffahrzeugen. Man versprach sich von diesem Konzept einen verbesserten Wirkungsgrad, durch einen kompakteren Motor die Nutzung kleinerer Triebwerkräume, einfacheren Aufbau des Triebwerks und geringere Störanfälligkeit sowie den Verzicht auf ölhydraulischen Baugruppen. Der Versuchsträger Kette aus dieser Versuchsserie ist in der Wehrtechnischen Studiensammlung in Koblenz ausgestellt.
Kässbohrer hat mit dem PistenBully 600 E+ 2012 die erste Pistenraupe mit dieselelektrischem Antrieb vorgestellt. Nach Herstellerangaben verbraucht die Pistenraupe dadurch 20 % weniger Kraftstoff, aufgrund des konstanten Betrieb des Dieselmotors im optimalen Drehzahlbereich. Das Skigebiet Kaunertaler Gletscher beispielsweise, hat eine solche Pistenraupe bei sich im Einsatz.

## Schiffe

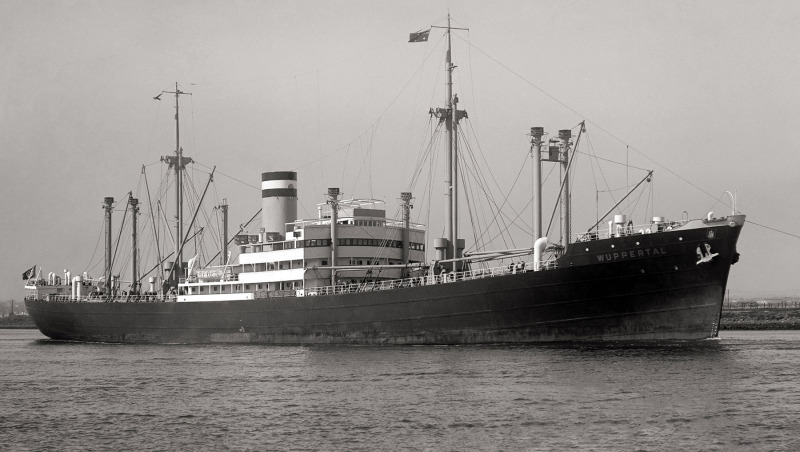
Frachtschiff Wuppertal aus dem Jahr 1936

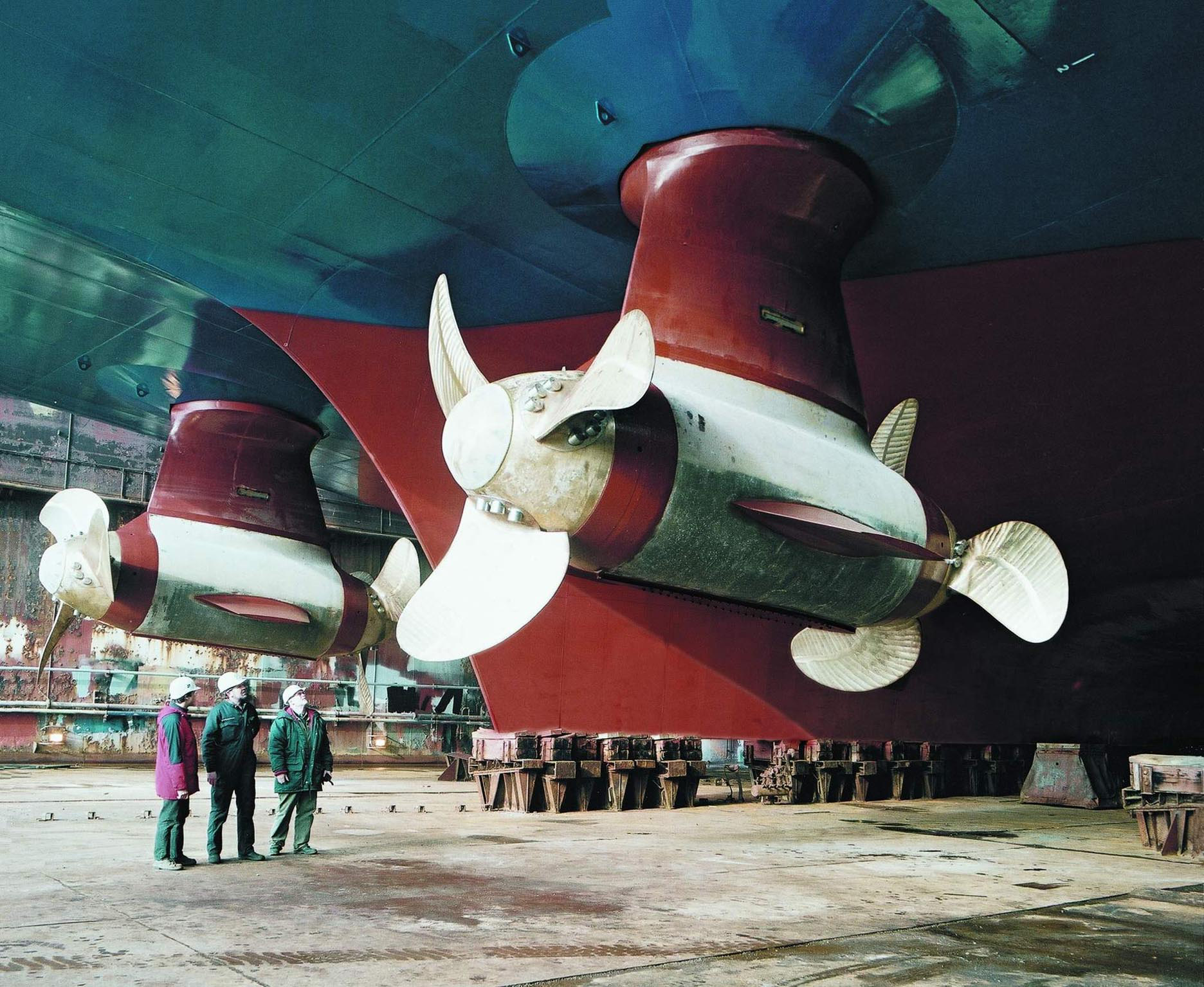
Dieselelektrisch gespeister POD-Antrieb

Bei Schiffen wurde der dieselelektrische Antrieb zunächst verwendet, da sich frühe Dieselmotoren noch nicht in der Laufrichtung umsteuern ließen. Aus ähnlichen Gründen wurden große und schnelle Schiffe auch mit einem turboelektrischen Antrieb ausgestattet. Auch U-Boote besaßen von Anfang an ein dieselelektrische Antriebssystem, die Dieselmotore und Generatoren dienten jedoch meistens zum Laden der Batterien.
- U-Boote der Kaiserlichen Marine (1902–1918)
- Genéve (Umbau 1934) ehemaliger Raddampfer auf dem Genfersee, dieselelektrischer Antrieb von Sulzer/BBC
- Wuppertal (1936), weltweit erstes großes Frachtschiff mit dieselelektrischem Antrieb
- Huascaran und Osorno (beide 1938), Kombifrachter der HAPAG
- Patria (1938), Passagierschiff der HAPAG
- Kormoran (1938) als Steiermark HAPAG-Frachtschiff, ab 1940 Handelsstörkreuzer der Kriegsmarine
- Robert Ley (1939), Kreuzfahrtschiff der NS-Organisation Deutsche Arbeitsfront
- Stadt Wien (1939) und Stadt Passau (1940), Schaufelradschiffe der DDSG mit Antriebstechnik von Sulzer/BBC
- Queen Elizabeth 2 (1969), Passagierschiff der Cunard Line, ursprünglich Turbinenschiff, 1986 Umbau auf dieselelektrischen Antrieb
- Queen Mary 2 (2004), Transatlantikliner der Carnival Corporation & plc
- Concordia-Klasse (2006–2012), fünf Kreuzfahrtschiffe der Carnival Corporation & plc
- MSC Splendida (2009), Kreuzfahrtschiff der MSC Cruises
- Enok (1955),[14] Gütermotorschiff, 2010 Umbau auf dieselelektrischen Antrieb
- MSC Meraviglia (2017), Kreuzfahrtschiff der MSC Cruises
- Sea-Watch 4 (1976), Rettungsschiff, ehemals deutsches Forschungsschiff „Poseidon“

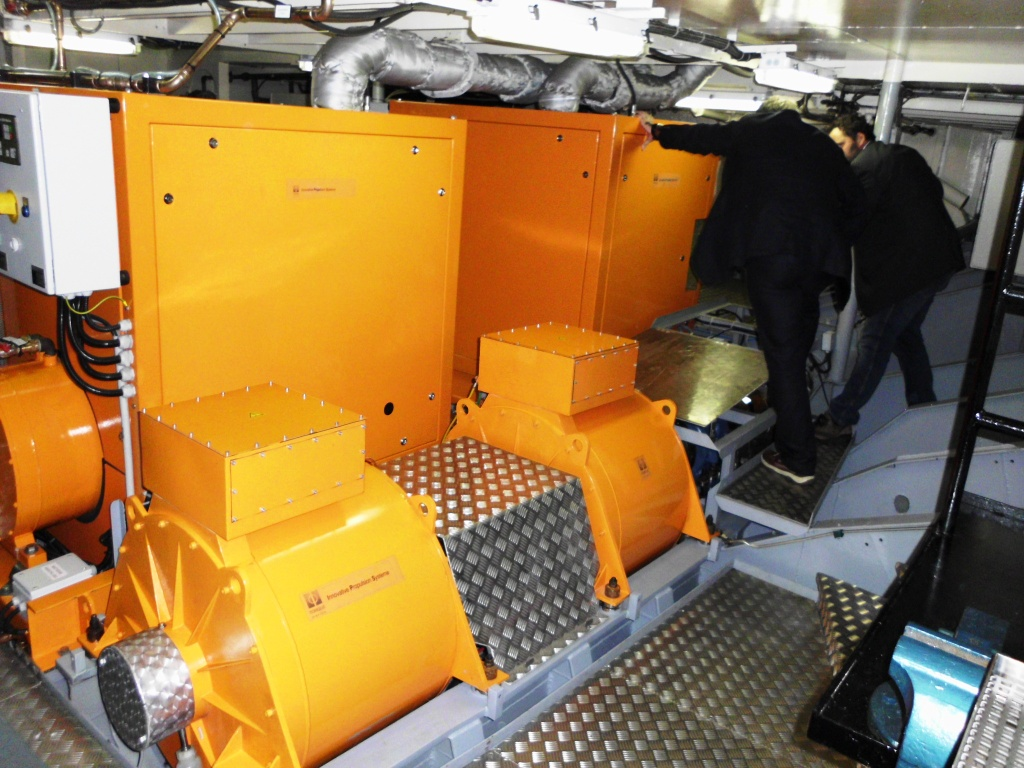
Frachtschiff Enok, Maschinenraum mit den gekapselten Dieselgeneratoren und den elektrischen Fahrmotoren
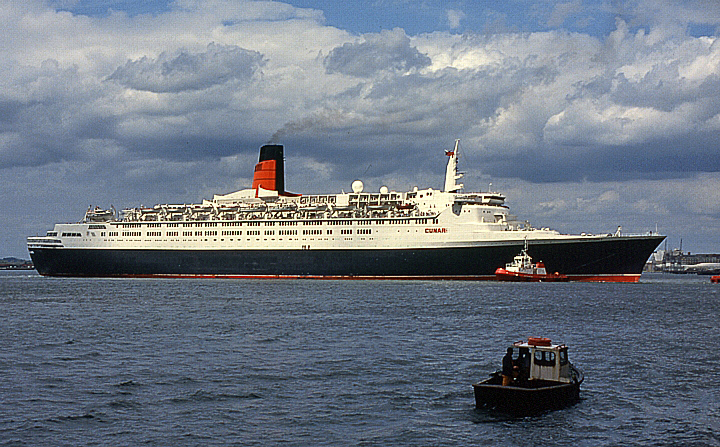
Queen Elizabeth 2 1993 in Southampton